# Borrala longipalpis
Borrala longipalpis là một loài nhện trong họ Stiphidiidae.
Loài này thuộc chi Borrala. Borrala longipalpis được M.R. Gray & H. M. Smith miêu tả năm 2004.